# Fanny Clar
Pour les articles homonymes, voir Clar.
Fanny Clar, de son vrai nom Clara Fanny Olivier, née le 18 février 1875 dans le 4e arrondissement de Paris et morte le 20 février 1944 dans le 14e arrondissement, est une journaliste et écrivaine française, qualifiée d'intellectuelle socialiste (au sens de la SFIO). Elle est également connue pour son engagement pacifiste et féministe. Son œuvre littéraire compte des romans, des poèmes et des pièces de théâtre. Elle a fait une carrière dans l'écriture d'histoires essentiellement pour enfants.

## Biographie

### Jeunesse et vie privée
Fanny Clar naît le 17 février 1875 à Paris et est la fille d’un couple d’opticiens vivant avenue Victoria.
Fanny Clar épouse Émile Célié. Ils ont un fils, Jean, né le 21 février 1897, et habitent au 70  rue des Batignolles. Elle vit ensuite avec le sculpteur et peintre Raphaël Diligent (1884-1964) qui illustre plusieurs de ses livres (Les Mains enchantées, Dix-sept et un).
Fanny Clar meurt le 24 février 1944.
Son petit-fils François Clar (1931-2011) est artiste peintre.

### Journalisme
En 1904, Fanny Clar écrit dans Le Libertaire sous la signature de Francine. Elle y rencontre Miguel Almereyda, père de Jean Vigo, avec lequel elle reste liée. Elle fait partie de la Ligue Internationale pour l’Éducation Rationnelle de l’enfance, fondée par Francisco Ferrer en 1908.
Chaque semaine depuis le 21 août 1912, elle rédige dans le journal antimilitariste La Guerre sociale une chronique hebdomadaire pour femmes intitulée « Notre coin ». En novembre 1913, elle travaille avec Miguel Almereyda au journal Le Bonnet rouge. Son roman-feuilleton sentimental, La Rose de Jéricho parait dans L'Humanité dès le du 7 octobre 1916.
Dans l'entre-guerre, elle collabore, avec son fils Jean Célié, à plusieurs titres de la presse socialiste tels que Le Travail de Seine-et-Marne, Floréal, Le Populaire, Le Peuple.
Fanny Clar écrit des articles pour le journal féministe La Voix des femmes lorsque celui-ci est relancé en octobre 1919.
En 1920, elle est accusée de défaitisme et de démoralisation par Louis Marchand dans son livre L'offensive morale des Allemands, en France, pendant la guerre pour ses écrits de 1915 (1er juin 1915, 2 juin 1915, 10 juin 1915, 13 août 1915, 8 décembre 1915, etc.).
Avec son mari Jean Célié, elle signe une liste de soutien pour la réhabilitation de Miguel Almereyda, mort en prison, en 1922.
Outre de nombreux articles dans différents journaux et revues, Fanny Clar écrit des romans, des poèmes et des pièces de théâtre.

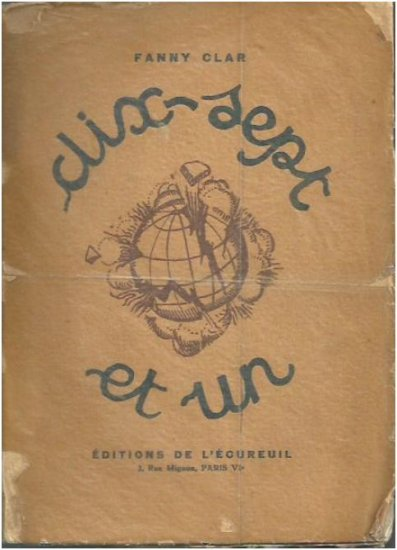
Page de couverture du livre Dix-sept et un de Fanny Clar, 1938.

La Société des gens de lettres l'admet en 1924.
En 1932, ses articles sont lus dans Le Soir (rubrique des arts), L’Ère nouvelle (rubrique féminine), le Peuple de Bruxelles, Vu et L’Âge heureux. Ainsi, elle écrit dans le magazine Vu un commentaire de huit photographies de Brassaï intitulé Un homme tombe dans la rue sur l'attroupement à la suite de cet accident où elle constate qu'une vie humaine représente peu et beaucoup à la fois. Elle adapte également des écrits étrangers comme Les premiers épis de José M. del Hogar (avec Aubert-Gris).
Jean Vigo l'engage pour le rôle de figurante de la mère de Juliette dans le film L'Atalante de 1934 et elle en fait la promotion.

## Œuvres littéraires
- Céline petite bourgeoise, 1919.

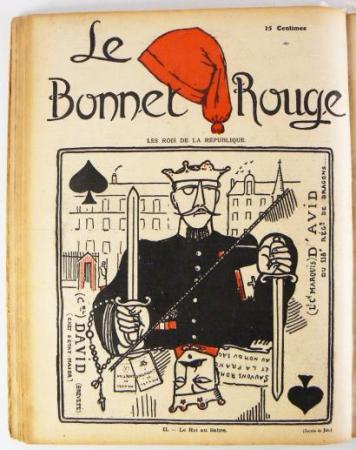
Le Bonnet rouge, Les rois de la République, 1914.

- Les Jacques, Paris : Floréal, sans date (1923[11]) ; Paris : Éditions de la Rose Rouge, 1926.
- Les trois souhaits de Babette, Éditions de la jeunesse. Publications mensuelle. Janvier 1928, no 4, éditeur l'École émancipée.
- La Ronde de la maison, livre de lecture courante pour le cours préparatoire (1re année), pour les classes enfantines et les écoles maternelles, Éditions Montaigne, 1928.
- Vitivit et sa nichée: histoire d'une famille de pinsons avec Lucien Descaves, Éditions de la Rose Rouge, 1931.
- La Colombe blessée, 1932.
- L'enfant sans larmes, Éditions Administration 39-41, Passage Choiseul, 1932.
- L'Appel de l'homme de l'usine, du chantier, manifeste avec Cresson, Diligent et Flament, 1932.
- Sans rimes... non sans raisons, Éditions de la Rose rouge, 1935. (livret de poèmes)
- L'île aux épouvantails, Éditions E.S.I., 24, rue Racine, 1935.
- Nous allons jouer, Théâtre des petits dédié aux grands. Dessin de R. Diligent, impr. Jos. Vermaut, 1935.
- Dix-sept et un, illustrations de Raphaël Diligent, 1938.
- Le jardin des mille soucis, 1939 (poèmes).
- Les Mains enchantées, illustrations de Raphaël Diligent et Jean Clar[5], Éditions de l'Ecureuil, 1924, 1939,1946, 1959. (contes des métiers)
- La Maison des sept compagnons avec Albert Bernet, 1947.